# Lucius Volusius Saturninus
Lucius Volusius Saturninus, né en 38 av. J.-C. et mort en 56 apr. J.-C., est un homme d'État romain du Ier siècle, consul suffect en l’an 3 apr. J.-C. et préfet de Rome sous Claude et Néron.

## Famille
Il est le fils de Lucius Volusius Saturninus, consul suffect en 12 av. J.-C. et de sa femme Nonia Polla. Saturninus a une sœur nommée Volusia qui se marie à un homme de la gens Cornelia.
Il maria Cornelia, fille de Lucius Cornelius Lentulus, et a deux fils, Lucius Volusius Saturninus, qui devient pontifex maximus autour de 55, et Quintus Volusius Saturninus, consul en 56, né quand il avait dejá 63 ans. Avec ses fils, Saturninus construit le columbarium de la via Appia. Sa cousine paternelle, Lollia Paulina, est la troisième femme de l'empereur Caligula.

## Biographie

### Carrière
Il a la réputation d'être indéfectible et d'avoir réuni une immense fortune, par des moyens légaux. Il est dans les bonnes grâces de tous les empereurs qui se succèdent.
Il est augure jusqu'en 3 apr. J.-C. puis consul suffect cette même année,. Entre 9 et 10, il est proconsul d'Asie. À partir de 14, il intègre les Sodales Augustales. Vers 14/15, il est nommé légat d'Auguste propréteur, probablement en Illyrie.
De 34 et jusque vers l'an 50, il est légat d'Auguste propréteur de Dalmatie. Sous Claude, il devient préfet de Rome vers 42 et le reste jusqu'à sa mort en 56.
Il devient patriciens en 48.

### Mort et honneurs
Il meurt en 56 à l'âge avancé de 93 ans. Pour lui rendre hommage, le Sénat, avec l'accord de l'empereur Néron, ordonne des funérailles d'État et l'érection de statues dans les principaux temples, théâtres et bâtiments municipaux de Rome. Parmi ces statues, il y en a une en bronze qui est placée dans le forum d'Auguste, deux de marbre dans le temple du divin Auguste, une statue consulaire dans le temple du Divin César, une autre dans le Palatium intra Tripylum, une dans la cour d'Apollon près de la Curie, une statue où il est représenté en augure, une statue équestre et une statue assise sur une chaise curule placée près du théâtre de Pompée.